# Ismete Selmanaj Leba
Ismete Selmanaj Leba (ur. 1966 w Durrës) – albańska pisarka tworząca w języku albańskim i włoskim.

## Życiorys
W 1991 roku ukończyła studia na Wykładzie Inżynierii Lądowej Uniwersytetu Tirańskiego. Rok później wyemigrowała do Włoch, gdzie zamieszkała w prowincji Mesyna.

## Książki
- Dy herë të huaj/Due volte stranieri[3][4]
- I bambini non hano mai colpe[4][1][5]
- Virgjëri të vjedhura/Verginità Rapite[2]
- Gjembi dhe trëndafilat (2013)[4][2]

## Nagrody
W 2020 roku utwór Dy herë të huaj zdobył nagrodę Targa di Finalista podczas VI edycji Międzynarodowego Konkursu Poezji w Cefalù.